# Carey-Nunatak
Carey-Nunatak ist ein Nunatak an der Leopold-und-Astrid-Küste des ostantarktischen Prinzessin-Elisabeth-Land. Er ragt südlich von Mikhaylov Island an der Basis des West-Schelfeises auf.
Australische Wissenschaftler benannten ihn nach dem australischen Geologen Samuel Warren Carey (1911–2002), einem frühen Vertreter der Theorie der Kontinentaldrift.